# 新居日薩
新居 日薩（あらい にっさつ、1831年（天保元年）2月8日 - 1888年（明治21年）8月29日）は、日蓮宗の僧。日蓮宗の初代管長。久遠寺73世。

## 生涯
上野国山田郡桐生（現在の群馬県桐生市）の織物問屋の6男として生まれた。字は文嘉。号は文明院と容月。また祖父の新居善右ヱ門は、寂光院の前進である寂光庵を建立した人物である。1839年（天保10年）に出家し、その後、加賀国金沢（現在の石川県）にある充洽園に入って日輝から開明的な宗学を学んだ。
明治以降は東京に移り住み、東京・二本榎（現在の港区高輪）の日蓮宗宗教院を拠点に宗門子弟の育成に当たった。また1874年（明治7年）には日蓮宗の初代管長に就任した。
1888年（明治21年）8月29日、死去。享年59。

## 著書
- 『日蓮宗教義大意』